# 13389 Stacey
13389 Stacey eller 1999 AG24 är en asteroid i huvudbältet som upptäcktes den 10 januari 1999 av den amerikanske astronomen John V. McClusky vid Fair Oaks Ranch-observatoriet. Den är uppkallad efter upptäckarens fru, Stacey Ward McClusky.
Asteroiden har en diameter på ungefär 12 kilometer.